# Rotger von Düngelen
Rotger von Düngelen (* im 15. Jahrhundert; † Juli 1512 in Rom) war Domherr in Münster.

## Leben
Rotger von Düngelen entstammte dem westfälischen Adelsgeschlecht von Düngelen, das zu Beginn des 14. Jahrhunderts seinen Sitz im Schloss Bladenhorst hatte. Er war der Sohn des Essener Erbschenks Rotger von Düngelen und dessen Gemahlin NN. von Dahlhausen. Sein Bruder Hermann war in den Jahren 1492 bis 1540 Domherr in Münster. Zum Ende des 15. Jahrhunderts absolvierte er ein Studium an der Artistenfakultät in Köln und findet im Mai 1503 Erwähnung als Domherr zu Münster. Bereits im Jahre 1512 verzichtete er zu Händen des Papstes auf seine Präbende. Dieser sagte am 29. März 1512 Heinrich von Guntersberg die Pfründe zu. Heinrich verzichtete sofort, so dass der Papst Johann von Aschebrock bedachte. Nach seinem Tod im Juli 1512 wurde Rotger auf dem Friedhof der Deutschen in Rom begraben.